# ベルパーク
ベルパークシティは、大阪府大阪市都島区にある大型団地、高層マンション群。

## 開発に至る経緯・要因
元々カネボウの大阪・淀川工場が位置していたが、1982年に長浜工場に移転したことを受け大阪市が都心へ通勤するサラリーマン家庭を市内に居住させることを目的としてに第1期（A、B棟）造成を開始する。主に1987年ごろから本格的な入居が始まり、1995年までにはほぼ開発が終了した。建設は三井建設ほか共同企業体。ベルパークシティという名前はカネボウ（鐘＝英語でベル）および、三井系のブランドであるパークを合わせたものである。この団地が開発された背景には、大阪市が1970年以降ドーナツ化現象により郊外への人口流出に悩まされ続けていたため、市内の定住人口を少しでも確保したいという切迫した事情があった。また地価の高騰により市内各地で工場や事業所の郊外移転が進み、空き地となった場所の有効な土地利用を進めようという市当局の狙いも加わった。

## 概況

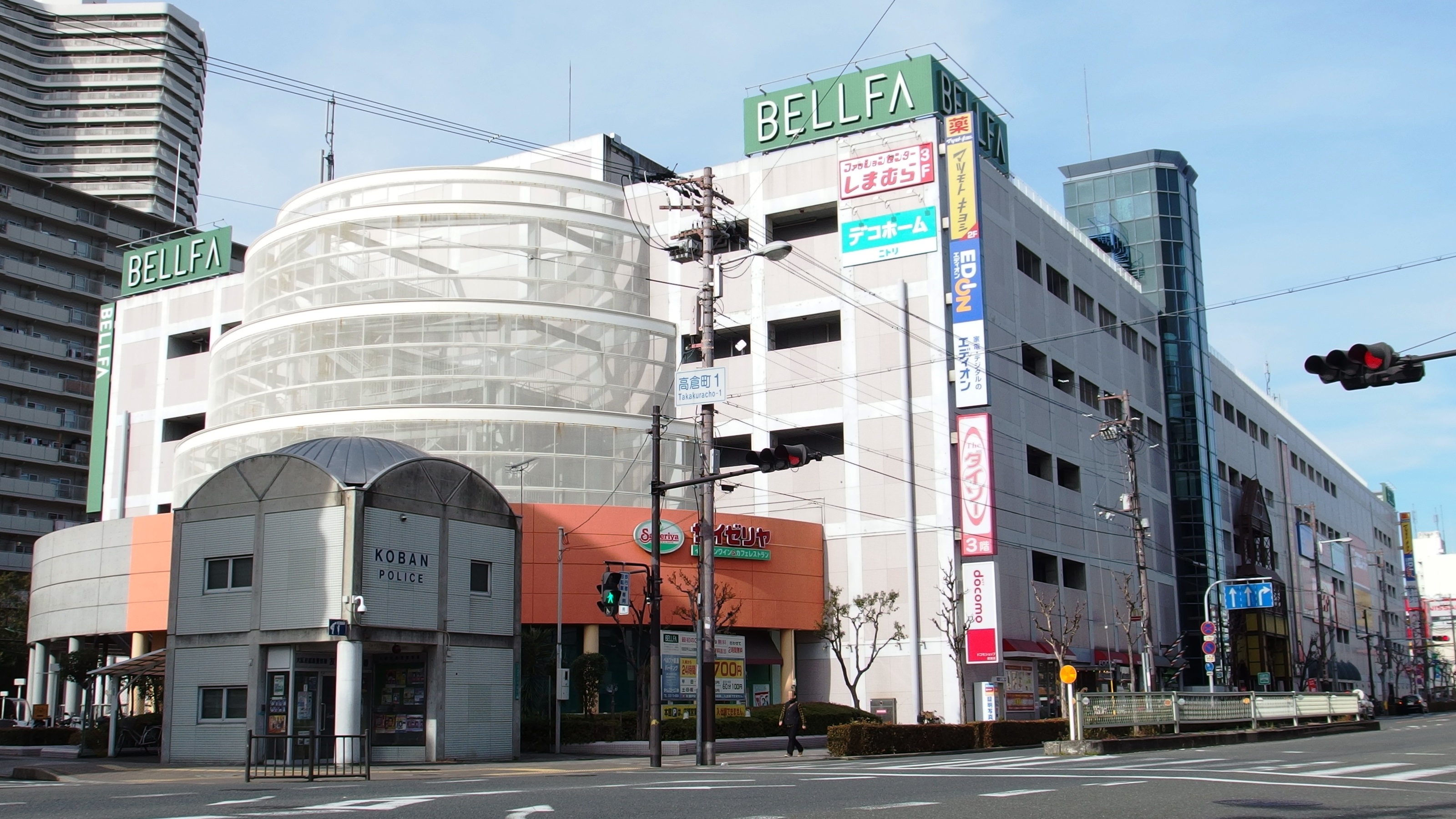
ベルファ都島ショッピングセンター

敷地内には三井不動産が手がけた36階建・高さ116mの超高層マンション（ベルパークシティ・トライスタワーG棟並びにJ棟）がある。特にG棟は100m以上の超高層マンションとしては日本第1号である。かつては国内最大のスターハウスでもあったが、東京都港区の芝浦アイランドケープタワーが2006年12月に竣工したため、これが日本一高層のスターハウスとなった。なお、このマンションもベルパークと同じく三井不動産が開発を手がけている。また、総合分譲戸数は3,058戸（ここでは、ANNEXを除く）で東京都板橋区のサンシティ3,584戸に次いで全国第2位である。
団地のすぐ隣にはベルファ都島ショッピングセンターがあり、住民の日常生活を支えている。小学校は大阪市立友渕小学校と友渕小学校分校の2校、中学校は友渕中学校の1校が存在する。造成から20年余りが経過し、ベルパークも少子高齢化が進んできているが、全国的なペースから見るとかなり緩やかでまだまだ若年層の比率が圧倒的に高い。また団地全体の居住者も増え続けており、2005年に行われた国勢調査ではベルパークを含む都島区友渕町1丁目の人口は18,164人を記録し、都島区民のおよそ5人に1人を占めている。ちなみにこの友渕町1丁目は、1区画（町または丁目単位）としては大阪市内で最も多い人口を抱えている。現在も都島区内では人気のある居住地として知られ、大阪市内に転入してくる世帯の中にはベルパークを新たな居住地として志望する人々も少なくない。

## 画地の概要
ベル・パークシティは画地Ⅰ、画地Ⅱ、画地Ⅲと分かれている。これは、建設地の番地が異なるためである。
画地Ⅰ（A・B棟）
友渕町1丁目7番
- 1983（S58）年3月:A棟（166戸）、B棟（126戸）が完成。

画地Ⅱ(C～O棟)
友渕町1丁目5番
- 1984年2月:E棟が完成（207戸）。
- 1984年7月:C棟が完成（250戸）。
- 1985年2月:D棟が完成（250戸）。
- 1985年7月:H棟が完成（249戸）。
- 1986年2月:F棟が完成(118戸)。
- 1987年2月:G棟（Bell36 トライスタワーⅠ）が完成（329戸）。
- 1987年7月:K棟が完成（242戸）。
- 1988年2月:N棟が完成（103戸）。
- 1988年7月:I棟が完成（187戸）。
- 1989年2月:J棟（Bell36 トライスタワーⅡ）が完成（328戸）。
- 1989年7月:M棟が完成（248戸）。
- 1990年2月:L棟（116戸）、O棟（132戸）がそろって完成。

画地Ⅲ（ベル・パークシティANNEX）
友渕町1丁目4番

## 主要交通
- Osaka Metro谷町線「都島駅」（徒歩10分程度）
- 大阪シティバス 高倉町二丁目バス停
- おおさか東線（JR西日本）城北公園通駅